# Antwerpse Sint-Lucasgilde

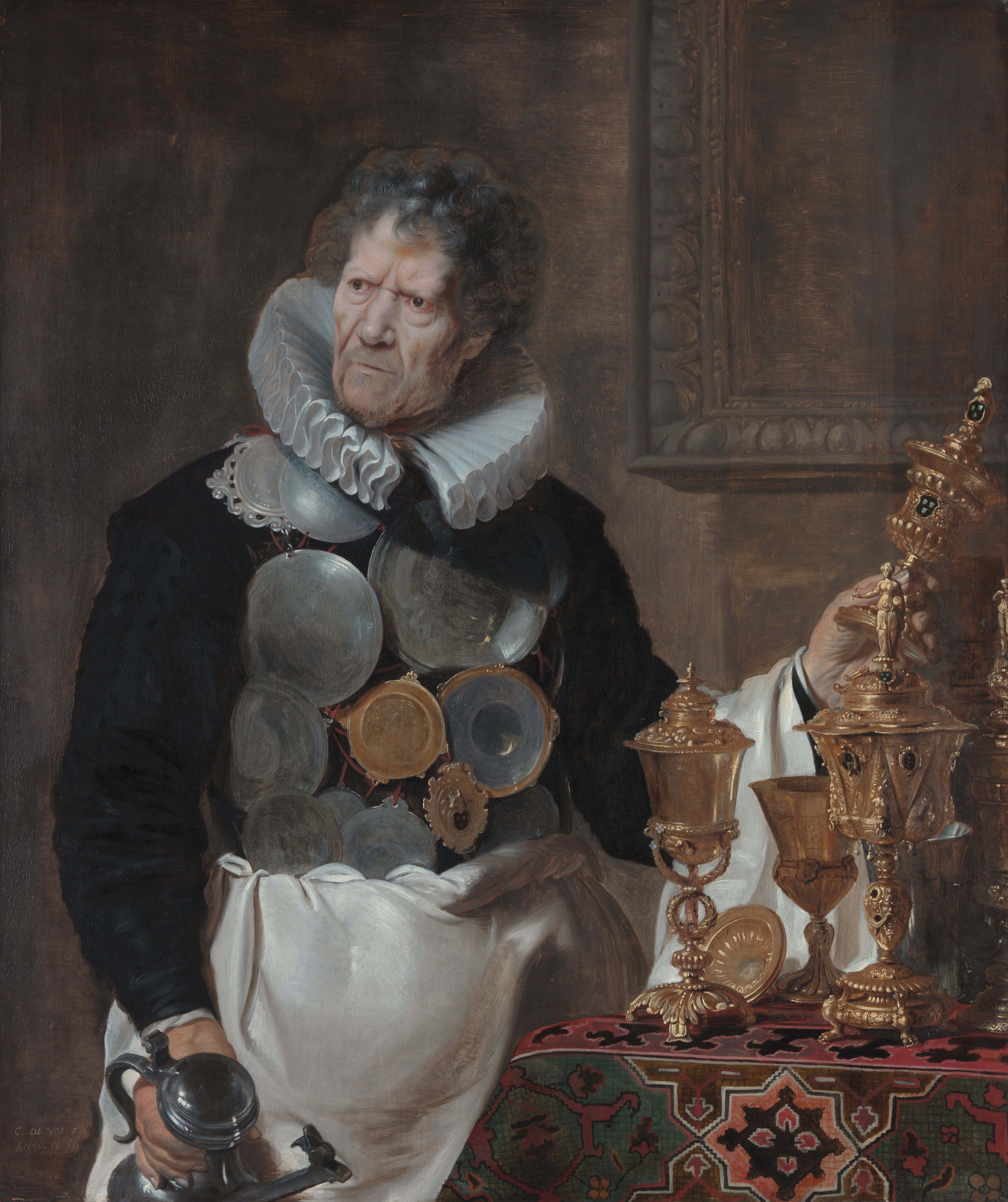
In dit Portret van Abraham Grapheus (1619/20) beeldde Cornelis de Vos, deken van de gilde, de toenmalige knaap Abraham Grapheus af met de breuken en bekers van de corporatie. Hij schonk het werk aan de schilderskamer van de gilde.

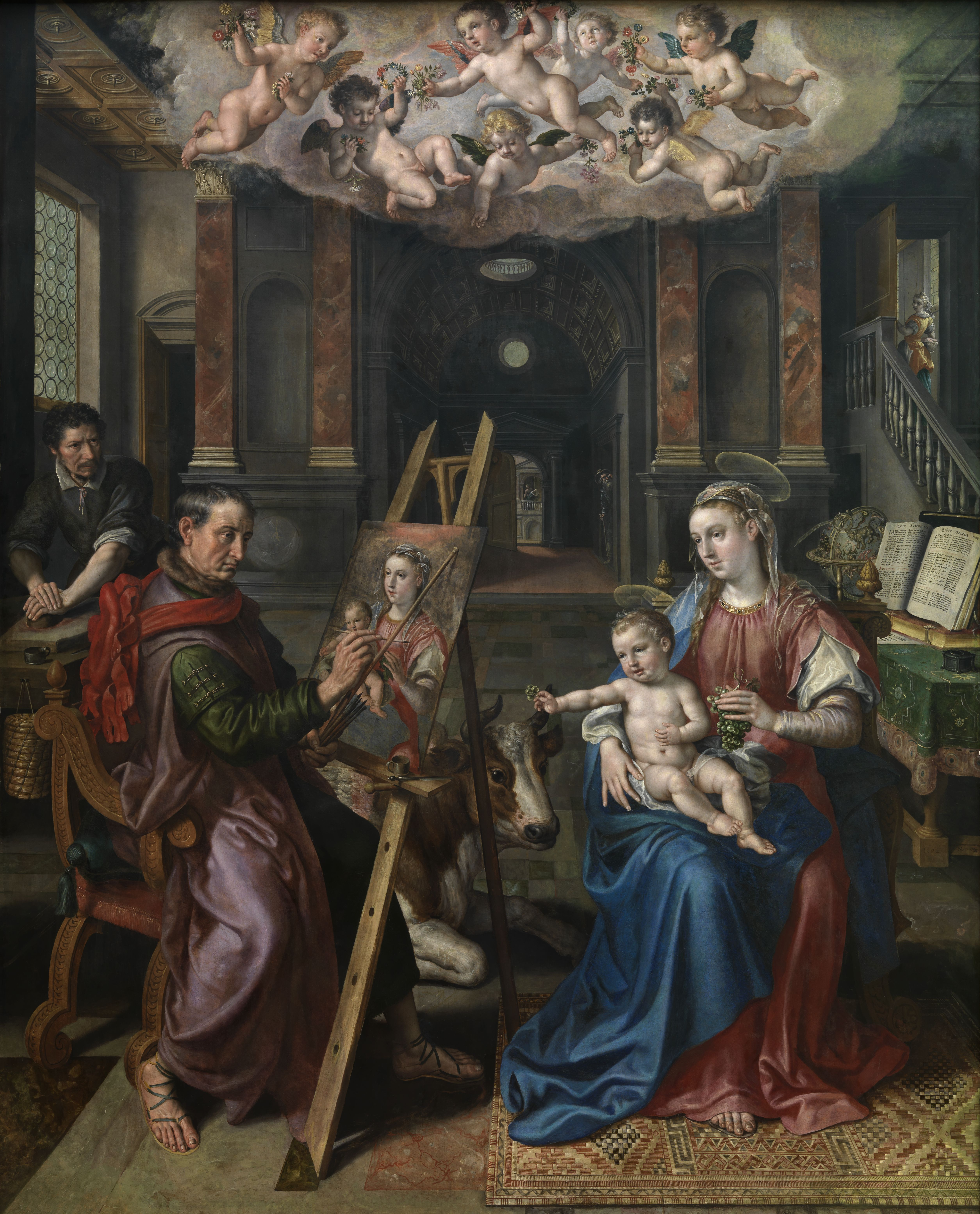
De heilige Lucas schildert de Madonna (Maerten de Vos, 1602)

Het Antwerpse Sint-Lucasgilde was de naam van het Antwerpse broederschap of gilde van kunstenaars en kunstambachtslieden met Sint-Lucas als hun patroonheilige. Het gilde had tot 1664 haar hoofdkwartier aan de noordzijde van de Grote Markt te Antwerpen, het huis Spaengien of Pand van Spanje. Op 4 november 1576 werd het gebouw vernield tijdens de Spaanse Furie en later heropgebouwd.

## Geschiedenis

### Het gilde
Op 26 augustus 1382 werd het ambacht van de kunstenaars, later Sint-Lucasgilde genoemd, in Antwerpen opgericht. Daarmee is het wellicht een van de oudste in de Lage Landen. Tussen de vroege leden van het ambacht vond men goudsmeden, schilders, glasmakers, houtenbeeldsnijders en zilverbornders. In de eerste helft van de 15e eeuw ontstond uit het kunstenaarsambacht het Sint-Lucasgilde. De eerste principale brief werd verleend op 26 november 1434, gevolgd door een privilegiebrief op 22 juli 1442. Het was ook in 1442 dat ze een kapel mochten inrichten in de Onze-Lieve-Vrouwekathedraal. De liggeren werden aangevat in 1453. 
In de zestiende eeuw, de gouden eeuw van Antwerpen, kende het gilde een sterke uitbreiding en andere naties zoals de graveurs, letterstekers, drukkers, boekbinders, majolicabakkers en klavecimbelbouwers sloten zich in 1558 aan bij het Sint-Lucasgilde. In de vroege 16e eeuw telde het gilde 20 naties, tegen het midden van de 16e eeuw waren het er 48. De schilders bleven wel duidelijk in de meerderheid: in de 16e eeuw werden 1925 nieuwe meesters ingeschreven, 694 van hen waren schilders.
Het corporatisme, gesteund door het stadsbestuur, kende zijn hoogtepunt in de eerste helft van de 17e eeuw, maar door de slabakkende economie en het debacle van de Academie begon omstreeks 1670 de teloorgang van het Sint-Lucasgilde. In een tekst van de stadssecretaris van 1738 beschreef deze de desastreuze achteruitgang van de handel in kunst en klaagt de import uit het buitenland aan. Maar de tijdsgeest was niet meer te stoppen, in 1769-1770 werd een memorie behandeld die werd ingediend bij de regering in Brussel door vrije kunstenaars, waarin die de betutteling van de kunstenaar door ambachtslieden in vraag stelden.
Dit leidde tot de ontbinding van het gilde in 1773. Een aantal naties (beroepsgroepen) probeerden nog te overleven en het gilde terug op te richten, maar op 24 november 1795 werd het definitief afgeschaft.

### Rederijkerskamer
Omstreeks 1480 werd in de schoot van het Sint-Lucasgilde een rederijkerskamer opgericht. Een vroeg 16e-eeuwse inscriptie in de liggeren bij het jaar 1480 spreekt over een overwinning van de 'guldebrueders' op het landjuweel te Leuven. Het betrokken landjuweel vond plaats in het najaar van 1478. Op basis van deze informatie in de liggeren werd later, toen de rederijkerskamer van De Violieren werd geformaliseerd, verondersteld dat die was opgericht in 1480. In 1660 smolten de rederijkerskamers van De Violieren en De Olijftak samen onder de naam van De Olijftak. De rederijkerskamer hield in 1762 op met bestaan.

### Academie
In 1663 wordt door de schilder David Teniers II, oud-deken van de Sint-Lucasgilde, in samenwerking met Hendrik van Halmale, buitenburgemeester van de stad en sinds 1655 hoofdman van het Sint-Lucasgilde, de Academie opgericht. Hiervoor wordt de toelating gevraagd aan Filips IV van Spanje. Die speelt de vraag door aan de landvoogd van de Nederlanden, de markies van Caracena, die op zijn beurt advies inwint bij de Geheime Raad, het belangrijkste adviesorgaan van de regering in Brussel. Die vragen dan weer om informatie aan het Antwerpse stadsbestuur, die hun oor te luisteren leggen bij het Sint-Lucasgilde. Het gilde pleit heel gedreven voor de oprichting van deze vrye en publicque academie en zorgt voor een lijst van Lasten noodich tot onderhoudinge met een kostenraming. Op 26 januari 1663 verklaart de stad zich akkoord met de verkoop van acht vrijbrieven om de academie te financieren. Dit bericht volgde de omgekeerde weg terug tot bij Filips IV, die op 6 juli zijn goedkeuring geeft voor de stichting van de academie.
De academie nam haar intrek in de Antwerpse handelsbeurs waar een leslokaal en een nieuwe schilderskamer werden ingericht. De kunstenaars zorgden zelf voor de decoratie. De plafondschilderingen waren van de hand van Jacob Jordaens en Theodoor Boeyermans. De lessen aan de academie startten pas op 26 oktober 1665.
De academie kwam nooit goed op gang bij gebrek aan middelen en de foute besteding ervan. Er was ook een duidelijk gebrek aan interesse van de dekens en verantwoordelijken van het Sint-Lucasgilde. Meesters die geacht werden les te geven aan de academie bedankten voor de eer en gaven er de voorkeur aan hun eigen zaken te behartigen. In 1741 gaf het Sint-Lucasgilde de academie uit handen.

### Koninklijk Museum voor Schone Kunsten Antwerpen
De collectie van het Koninklijk Museum voor Schone Kunsten te Antwerpen wortelt in het kunstbezit van het Sint-Lucasgilde. Bij de ontbinding van het gilde op het einde van de 18e eeuw, werd het kunstbezit overgedragen aan de academie. Bij de bezetting door de Fransen tussen 1794 en 1796 werden talrijke werken uit de schilderskamer, het stadhuis en de kerken en kloosters overgebracht naar Parijs. Als een 40-tal van de geroofde de werken in 1815 terugkwamen werden ze ondergebracht in het Museum van de Academie, die ondertussen was overgebracht naar het oude minderbroederklooster in de Mutsaertstraat. Deze verzameling van vooral 16e en 17e-eeuwse werken vormde de kern van de latere collectie. In 1840 werd de collectie verrijkt met de werken uit het legaat van ridder Florent van Ertborn, oud-burgemeester van Antwerpen. In 1890 verhuisde het museum naar zijn huidige stek, in de nieuw aangelegde wijk op het Zuid.

## Werking
De toetreding tot het gilde was strikt geregeld. Men moest poorter zijn en een toetredingsgeld als meester betalen. Iemand die het ambacht in de stad geleerd had bij een gevestigde meester en mits de betaling van leergeld, kon ook vrij meester worden mits de betaling van het meestergeld, maar hij moest ook poorter zijn of het poorterschap kopen. Kinderen van meesters die al gildebroeder waren, werden vrijgesteld van het leergeld en het meestergeld. Om gildebroeder te kunnen worden moest men bovendien zelf met de hand het ambacht doe en kunne. Jaarlijks moesten de meesters en de leerlingen een kaarsgeld betalen dat gebruikt werd om de kosten te dekken van de wassen altaarkaarsen die bij bepaalde diensten werden aangestoken. Het gilde werd geleid door twee dekens en gezworenen. Die werden jaarlijks gekozen door de stadsmagistraat uit de gildebroeders voorgesteld door de leden van het gilde
Het gilde behartigde de belangen van zijn leden en controleerde de kwaliteit en de kwantiteit van de aangeboden werken. De meeste gilden deden dit via voorschriften over het aantal leerlingen, meesterproeven en materiaalgebruik. Een beperking op het aantal leerlingen dat een meester mocht hebben was ook in het Antwerpse Sint-Lucasgilde van kracht, maar van meesterproeven is er in de liggeren geen spoor.
Ter bescherming van de leden werd het monopolie op de verkoop gehanteerd. Schilderijen bijvoorbeeld, mochten binnen de muren van Antwerpen alleen verkocht worden door leden van het gilde. Kunstenaars van buiten de stad mochten hun werken alleen maar te koop aanbieden tijdens de tweejaarlijkse jaarmarkten en vanaf 1481 moest dit gebeuren in het Onze-Lieve-Vrouwepand. In 1540 werd in de handelsbeurs te Antwerpen een galerij ingericht met 100 winkels, het zogenoemde Schilderspand. Hier mochten uitsluitend leden van het Sint-Lucasgilde, ingeschreven in de liggeren hun schilderijen te koop aanbieden.
Het gilde had ook rechtsmacht in het oplossen van conflicten tussen broeders van het gilde. Dat recht werd in Antwerpen in 1427 toegekend aan alle ambachtsgroepen en hield in dat geschillen die met het ambacht te maken hadden konden beslecht worden door de deken en de gezworenen van het gilde, zonder tussenkomst van heer of stad.
Dat ook het afgewerkte werk gekeurd werd, blijkt uit de brandmerken die men op sommige werken kan aantreffen en die vooral gebruikt werden om de herkomst aan te geven. In Antwerpen bestond het brandmerk uit twee handen en een burcht, afgeleid van het stadswapen. Het gebruik van het merk werd in de statuten van het Antwerpse gilde van 9 november 1470 beschreven, een herwerking van de privilegiebrief van 1442.
Naast de professionele aspecten had het gilde ook een religieuze en sociale werking. Er werden missen opgedragen voor de afgestorven gildeleden en weduwen van overleden gildebroeders werden financieel gesteund indien nodig. In 1537 wordt een bus opgericht ter ondersteuning van zieke gildebroeders. Men kan dit beschouwen als een gemeenschappelijke ziekteverzekering waarin de gildebroeders die er wilden aan deelnemen, jaarlijks een busgeld stortten. In geval van ziekte kregen ze dan, na een bepaalde wachtperiode een vergoeding uitbetaald.